# 田壮壮
田 壮壮 （ティエン・チュアンチュアン、1952年4月1日 - ）は中華人民共和国北京市出身の映画監督、映画プロデューサー。

## 略歴
1930年代に活躍した有名俳優で北京電影制片廠の初代所長・田方（ティエン・ファン）と、後年北京児童電影制片廠の初代所長となった女優・于藍（ユイ・ラン）の次男として出生。
両親は文化大革命中に厳しい弾圧を受け、田壮壮は下放された吉林省で青春時代を送った。北京に戻り農業電影制片廠の撮影助手として働いた後、1978年に北京電影学院（監督科）に入学。同期に陳凱歌（チェン・カイコー）、張芸謀（チャン・イーモウ）らがいる。
1980年に短編映画を制作。1986年の『盗馬賊』や1993年の『青い凧』などで世界的にも高い評価を得ている。
『青い凧』は中国当局の批判を受け、田壮壮は10年間映画を撮ることを許されなかった。

## 主な作品

### 監督
- 紅象 （1982年）
- 九月 （1984年）
- 狩り場の掟 （1984年）
- 盗馬賊 （1986年）
- 鼓書芸人 （1987年）
- ロック青年 （1988年）
- 特別手術室 （1988年）
- 清朝最後の宦官・李蓮英 （1991年）
- 青い凧 （1993年）
- 春の惑い （2002年）
- 茶馬古道・徳拉姆（テレビ放映題： 天空への道～茶馬古道の人々）（2004年）  - ドキュメンタリー
- 呉清源〜極みの棋譜〜 （2006年）
- ウォーリアー&ウルフ （2008年） ※井上靖の「狼災記」を映画化

### 製作
- 長大成人 （1997年）
- ルアンの歌 （1998年）
- ジャスミンの花開く （2004年）
- 五月の恋 （2004年）
- 畢摩紀 （2006年） - ドキュメンタリー
- 愛的是你 （2006年）
- THE CROSSING〜香港と大陸をまたぐ少女〜 （2018年） - エクゼクティブプロデューサー

### 出演
- 長大成人 （1997年）
- 大宅門 （2001年） - テレビドラマ
- 「もののけ姫」はこうして生まれた。（2001年）
- 台湾新電影（ニューシネマ）時代（2014年）
- 妻の愛、娘の時（2017年）
- 僕らの先にある道（2018年）
- 愛しの母国（2019年）
- 白塔の光（2023年）

### その他
- 楊貴妃 レディ・オブ・ザ・ダイナスティ （2015年）　- 監督補